# Wheein
Jung Whee In, dite Wheein (hangeul : 휘인), née le 17 avril 1995, est une chanteuse et compositrice sud-coréenne. Elle est surtout connue en tant que membre du groupe de filles sud-coréen Mamamoo où elle est chanteuse et danseuse au côté de Solar, Hwasa et Moonbyul. En avril 2018, Wheein a fait ses débuts en tant qu'artiste solo avec son single Easy.

## Biographie

### Jeunesse
Wheein est née à Jeonju, Jeolla du Nord, en Corée du Sud. Elle est enfant unique et a été élevée majoritairement par sa grand-mère, son père ayant quitté le foyer et sa mère travaillant pour subvenir à leurs besoins. Sa mère étant artiste, Wheein a longtemps hésité entre deux choix de carrière, peintre et chanteuse. Finalement, elle a choisi de poursuivre son rêve de devenir chanteuse au côté de Hwasa, avec qui elle est amie depuis le collège. Elle est sortie diplômée de la Wonkwang Information Arts High School.

### Carrière
Wheein a officiellement fait ses débuts au sein de Mamamoo lors de la sortie du single "Mr Ambiguous" (en coréen: Mr.애매모호) et de leur premier mini-album Hello. Néanmoins, elle était déjà précédemment apparue dans les collaborations précédant ce mini-album, c'est-à-dire Don't Be Happy (en featuring avec Bumkey) et Peppermint Chocolate (en collaboration avec K.Will et en featuring avec Wheesung).
Le 17 avril 2018, Wheein a sorti son premier single album magnolia, composé du titre Easy, ce qui marqua le commencement de sa carrière de soliste. Le 4 septembre 2019, elle a fait son retour avec son second single album soar et la chanson Good Bye. Ce retour a été bien accueilli par le public, l'album se vendant à plus de 23 000 copies et se classant 4e sur le Gaon Chart. Sur le Billboard World Digital Songs Sales, la chanson a atteint la 24e place, faisant de Good Bye sa première chanson à entrer les classements américains.
Le 1er avril 2021, Wheein a révélé la sortie prochaine de son tout premier mini-album Redd, prévu pour le 13 avril. Le nom de l'album vient tout d'abord du verbe anglais « to redd », qui signifie ordonner, mettre de l'ordre dans quelque chose. Ainsi, Wheein explique que l'album a pour but de « résoudre les préférences et les styles erronés qui collent au corps et l'âme d'une personne, afin de montrer le « vous » que vous souhaitez réellement ». De plus, la vaguelette présente sous le "Red" de Redd reproduit celle qui apparait sur Microsoft Word lorsqu'un mot est mal orthographié. Le second "d", pour sa part, n'est pas souligné et est écrit dans une police différente. Aussi, le mot "Red" représenterait la façon biaisée et inexacte dont les gens la perçoivent, là où le "d" serait la vraie Wheein. La tracklist de l'album a été annoncé le 5 avril, et Water Color a été confirmé comme single principal,. Redd s'est avéré être un album aux fortes influences R&B. À sa sortie, il s'est classé à la 7e place du Gaon Album Charts et est, à ce jour, le 13e album le plus vendu de l'année 2021 en Corée du Sud avec 72 000 copies vendues,. Water Color, pour sa part, s'est classé 70e sur le Gaon Digital Chart et 15e sur le Billboard World Digital Songs Sales. Le 14 avril, une version anglaise de Water Color a été révélée lors de l'émission Studio Moon Night animée par Moonbyul et est sortie le 23 avril en tant que single digital. 
Le 11 juin 2021, il est annoncé que Wheein a décidé de ne pas renouveler son contrat avec RBW, néanmoins, l'agence a assuré que Mamamoo n'allait pas se séparer et que Wheein restera impliquée dans certaines activés du groupe jusqu'en décembre 2023. Le 30 août 2021, le  label THE L1VE annonce avoir signé un contrat exclusif avec Wheein pour ses activités en solo.
Wheein a annoncé la sortie d'un nouvel album solo le 16 janvier 2022, nommé "WHEE". L'album contient 6 titres, dont "Make Me Happy", qui a par ailleurs obtenu un award, celui du "M Countdown", le premier que Wheein gagne en tant qu'artiste solo. L'album a été vendu plus de 63,900 fois entre le jour de sa sortie, le 16 janvier 2022 jusqu'au 23 janvier 2022.

## Discographie solo

### Mini album (EP)
| Titre | Détails | Meilleure position dans les classements KOR | Ventes        |
| ----- | --- | ------------------------------------------- | ------------- |
| Redd  | - Date de sortie: 13 avril 2021 - Label: Rainbow Bridge World - Format: CD, Téléchargement numérique, streaming | 7                                           | - KOR: 72,000 |

### Album Single
| Titre                                                             | Détails | Meilleure position dans les classements KOR | Ventes        |
| ----------------------------------------------------------------- | --- | ------------------------------------------- | ------------- |
| magnolia                                                          | - Date de sortie: 17 avril 2018 - Label: Rainbow Bridge World - Format: CD en quantité limitée, téléchargement numérique, streaming | __                                          | NC            |
| soar                                                              | - Date de sortie: 4 septembre 2019 - Label: Rainbow Bridge World - Format: CD, téléchargement numérique, streaming                  | 4                                           | - KOR: 23,279 |
| "_" indique les albums qui ne se sont pas classés dans les charts | |                                             |               |

### Singles

#### En tant que chanteuse principale
| Titre                                                       | Année | Meilleure position dans les classements | Meilleure position dans les classements | Meilleure position dans les classements | Ventes | Album           |
| Titre                                                       | Année | KOR                                     | KOR Hot                                 | US World                                | Ventes | Album           |
| ----------------------------------------------------------- | ----- | --------------------------------------- | --------------------------------------- | --------------------------------------- | ------ | --------------- |
| Easy (featuring Sik-K)                                      | 2018  | 36                                      | __                                      | __                                      | NC     | magnolia / soar |
| Goodbye                                                     | 2019  | 3                                       | 10                                      | 24                                      | NC     | soar            |
| Water Color                                                 | 2021  | 70                                      | __                                      | 15                                      | NC     | Redd            |
| "_" indique que l'album ne s'est pas classé dans les charts |       |                                         |                                         |                                         |        |                 |

#### Collaborations
| Titre                                                                                           | Année | Meilleure position dans les classements | Ventes         | Album        |
| Titre                                                                                           | Année | KOR                                     | Ventes         | Album        |
| ----------------------------------------------------------------------------------------------- | ----- | --------------------------------------- | -------------- | ------------ |
| Narcissus (나르시스) (avec Kim Heechul et Kim Jungmo)                                           | 2016  | 140                                     | NC             | SM Station   |
| Angel (avec Solar)                                                                              | 2016  | 26                                      | - KOR: 80,597+ | Memory       |
| Da Ra Da (다라다) (avec Jeff Bernat & B.O)                                                      | 2017  | 80                                      | - KOR: 74,940+ | Purple       |
| Loving One Person / two girls love a man (한사람을 사랑하고 있어) (avec Hwasa et Kim Hyun-chul) | 2019  | __                                      | NC             | 10th-preview |
| "_" indique que l'album ne s'est pas classé dans les charts                                     |       |                                         |                |              |

#### En featuring
| Artiste                                        | Titre                            | Année | Meilleure position dans les classements | Ventes         | Album              |
| Artiste                                        | Titre                            | Année | KOR                                     | Ventes         | Album              |
| ---------------------------------------------- | -------------------------------- | ----- | --------------------------------------- | -------------- | ------------------ |
| Phantom (feat. Wheein)                         | Under Age Song                   | 2014  | __                                      | NC             | Phantom Power      |
| Standing Egg (feat. Wheein, YoonDak, Obroject) | The Sunlight Hurts (햇살이 아파) | 2014  | 61                                      | - KOR: 24,384+ | Like               |
| CNBlue (feat. Wheein)                          | Domino                           | 2015  | __                                      | - KOR: 14,693+ | 2gether            |
| Louie (feat. Wheein)                           | Please Just Go (그냥가요)        | 2015  | 25                                      | - KOR:116,652+ | NCNon-album Single |

### Bande-son
| Titre                                                       | Année | Meilleure position dans les classements | Meilleure position dans les classements | Ventes    | Album                        |
| Titre                                                       | Année | KOR                                     | KOR Hot                                 | Ventes    | Album                        |
| ----------------------------------------------------------- | ----- | --------------------------------------- | --------------------------------------- | --------- | ---------------------------- |
| Shadow (그림자)                                             | 2017  | 31                                      | __                                      | 135, 640+ | Yellow OST Part.1            |
| With My Tears (내 눈물모아)                                 | 2020  | 18                                      | 13                                      | NC        | Hospital Playlist OST Part.8 |
| Shine On You (그렇게 넌 내게 빛나)                          | 2020  | 172                                     | __                                      | NC        | Record of Youth OST Part.4   |
| "_" indique que l'album ne s'est pas classé dans les charts |       |                                         |                                         |           |                              |

### En featuring
- Yal (Sandeul)
- Tear drops (DinDin)
- Anymore (Jungkey)
- HOLY-DAY (Min Hyuk Jung)
- do-do-do (DinDin)
- 4:44 (Park Bom)
- Ex Girl (Monsta X)
- Narcissus (Kim Jung Mo, Kim Heechul)

### Collaborations
- two girls love a man (avec Hwasa)
- Angel (avec Solar)

### Autre musique
| Titre       | Année | Meilleure position dans les classements | Ventes | Album      |
| Titre       | Année | KOR                                     | Ventes | Album      |
| ----------- | ----- | --------------------------------------- | ------ | ---------- |
| 25 (그림자) | 2019  | 183                                     | NC     | White Wind |

## Filmographie solo

### Télévision
| Année | Chaîne | Émission                           | Date de diffusion |
| ----- | ------ | ---------------------------------- | ----------------- |
| 2015  | KBS2   | Immortal Songs: Singing the Legend |                   |
| 2015  | Mnet   | 야만TV                             | 26 janvier        |
| 2015  | MBC    | Duet Song Festival                 | 25 septembre      |
| 2016  | SBS    | Same Bed, Different Dreams         | 4 avril           |
| 2016  | MBC    | King of Mask Singer                | 17 et 24 avril    |
| 2018  |        | Weekly Idol (en)                   |                   |